# Giulio Borgo
Giulio Borgo (Aviano, 13 maggio 1967) è uno scacchista italiano Maestro Internazionale.

## Carriera scacchistica
Comincia a giocare a scacchi a cinque anni, durante il match Fischer - Spassky, nell'estate del 1972.
Ha ottenuto il titolo di Maestro internazionale nel 1995 e possiede le tre norme di Grande Maestro, gli manca quindi solo il rating di 2500 punti elo per potersi aggiudicare il titolo.
Dal 1993 al 2008 ha fatto parte della nazionale italiana partecipando a 3 olimpiadi, 3 campionati europei e 10 Mitropa Cup. 
Trainer della nazionale italiana B alle Olimpiadi degli scacchi del 2006 ha vinto con la Vimar Marostica sei titoli italiani nel Campionato italiano di scacchi a squadre a Montecatini (1997), Palermo (2001), Treviso (2002), Laveno (2003), Penne (2004) e Palermo 2007.
Ha vinto i tornei magistrali di Marostica 1997, Toscolano 1997, Bratto 2001 (superato per spareggio tecnico da Vladimir Epishin e Vadim Milov ), Erba 2007 e 2009 .
È stato capitano e allenatore delle due squadre nazionali italiane di scacchi, maschile e femminile, entrambe vittoriose nella Mitropa Cup 2010 di Coira (Svizzera).
Ha raggiunto il suo record elo nell'aprile 2008 con 2453 punti.